# دری به سکوت
دری به سکوت (ایتالیایی: Le porte del silenzio) یک فیلم ترسناک ایتالیایی است که در سال ۱۹۹۱ منتشر شد. از بازیگران فیلم می‌توان به جان سوج و سندی شولتز اشاره کرد. تصویربرداری فیلم بین ماه‌های آوریل تا مه ۱۹۹۱ در مدسنویل، لوئیزیانا صورت پذیرفت.